# Mermessus mniarus
Mermessus mniarus là một loài nhện trong họ Linyphiidae.
Loài này thuộc chi Mermessus. Mermessus mniarus được miêu tả năm 1928 bởi Crosby & Bishop.